# 두나이스카야역
두나이스카야역(러시아어: Дунайская)은 러시아 상트페테르부르크 시에 있는 상트페테르부르크 지하철 프룬젠스코 프리모르스카야 선의 역이다. 2019년 10월 3일 메즈두나로드나야에서 남쪽으로 가는 노선 연장의 일환으로 개통되었다. 이 역은 부하레츠카야 울리차와 두나이스키 프로스펙트 교차점에 있는 상트페테르부르크 프룬젠스키 지구의 발칸스키 오크루그에 위치한다.

## 역명
역명은 도나우강의 이름을 딴 두나이스키 프로스펙트에서 유래하였다.

## 구조
두나이스카야 역은 3 경간의 기둥을 소재로 하였고 2면 2선의 상대식 승강장 구조이다. 두 개의 지하 대합실이 존재한다.
역의 테마는 "파란 도나우강"으로, 전체적인 역사는 파랑색을 띠는 것이 특징이다. 내부는 빈, 부다페스트, 베오그라드, 린츠, 레겐스부르크 등 도나우 강변의 도시 이미지를 스테인드글라스로 장식하였다.

## 사진

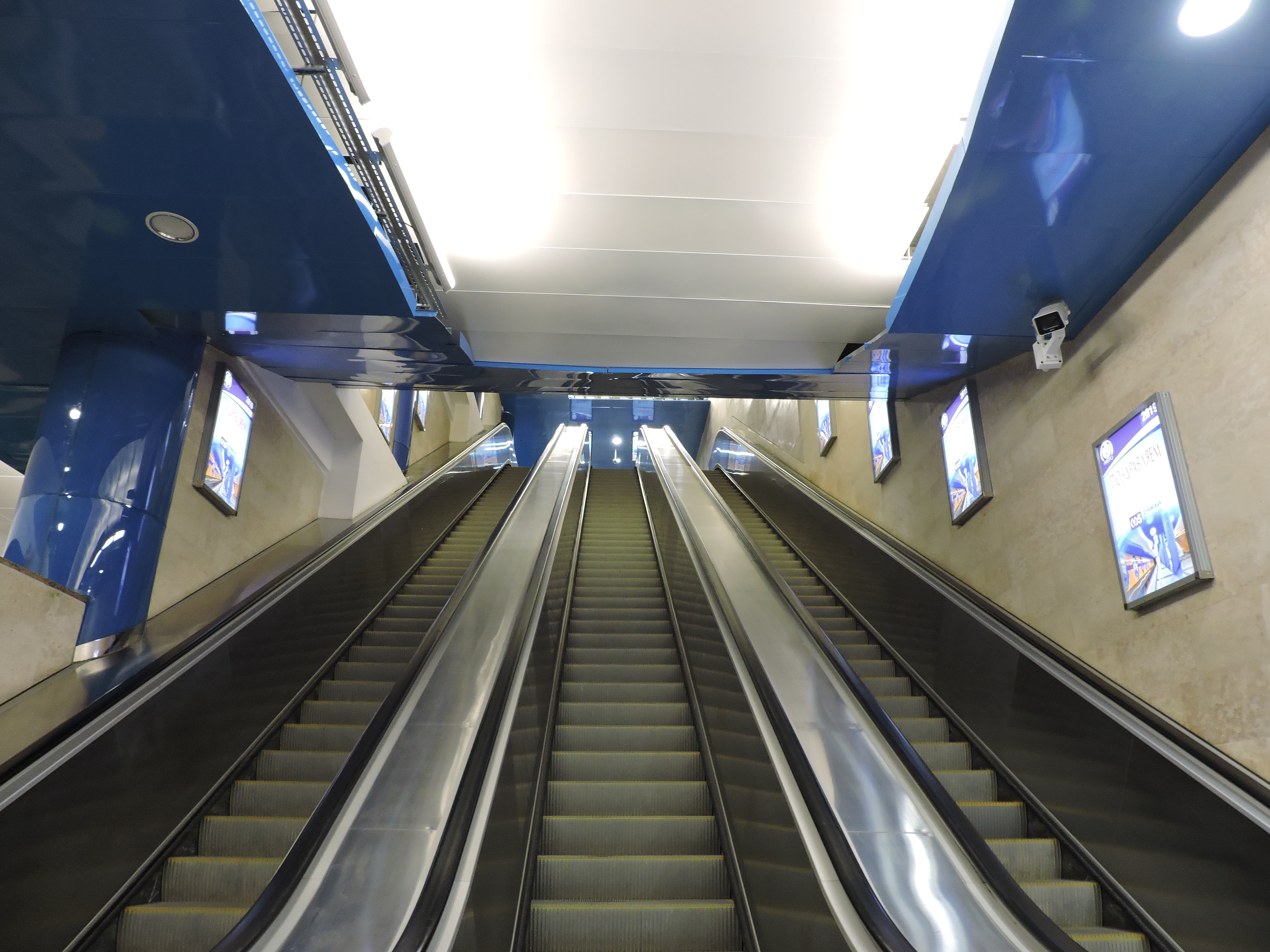
에스컬레이터